# Napoleone Zanetti

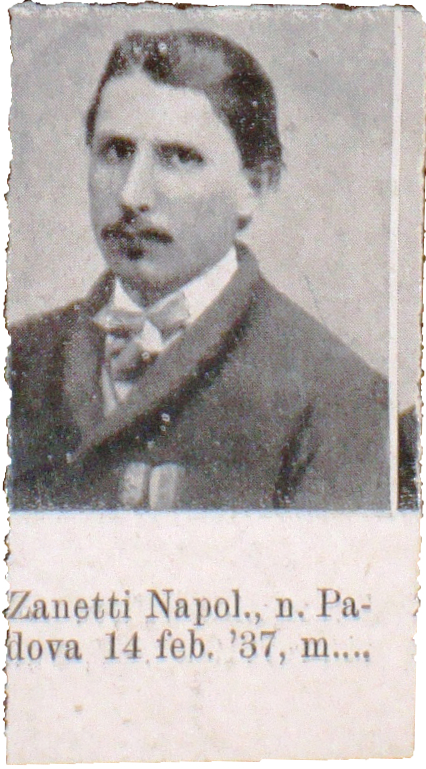
Napoleone Zanetti na de eenmaking van Italië

Napoleone Zanetti (Padua, 14 februari 1837 – Venetië, 24 april 1893) was een Italiaans vrijheidsstrijder bij de eenmaking van Italië.

## Levensloop
Zanetti werd geboren in het Oostenrijkse koninkrijk Lombardije-Venetië in Padua, regio Venetië; hij groeide echter op in Lovere, regio Lombardije. Samen met twee stadsgenoten sloot hij zich aan bij de Roodhemden (1860) onder leiding van Garibaldi, de held van de eenmaking van Italië. Deze groep werd ook I mille genoemd, omdat volgens de traditie Garibaldi met duizend Roodhemden voer naar het koninkrijk der Beide Siciliën. Ze bevochten het regime van de Bourbons.
Na de verovering van Sicilië, de intocht in Napels en de eindoverwinning op de Bourbons in de Slag bij de Volturno (1860) trok Zanetti zich terug. Zanetti reisde naar zijn geboortestad Padua. Hij stierf later in Venetië. 